# 수호천사 (1990년 영화)
수호천사(Skyddsangeln, The Guardian Angel)는 스웨덴에서 제작된 수잔 오스텐  감독의 1990년 드라마 영화이다.

## 출연
- 말린 에크
- 툰젤 쿠르티즈
- 구닐라 뢰르
- 필리프 산덴

### 조연
- 본 켈먼
- 턴셀 커티스
- 거닐라 루르
- 필리프 산덴